# Rzut sędziowski (koszykówka)
Ten artykuł opisuje zagadnienie koszykarskie zgodne z normami FIBA.
Zasady w ligach NBA, NCAA lub innych mogą różnić się od tutaj przedstawionych.

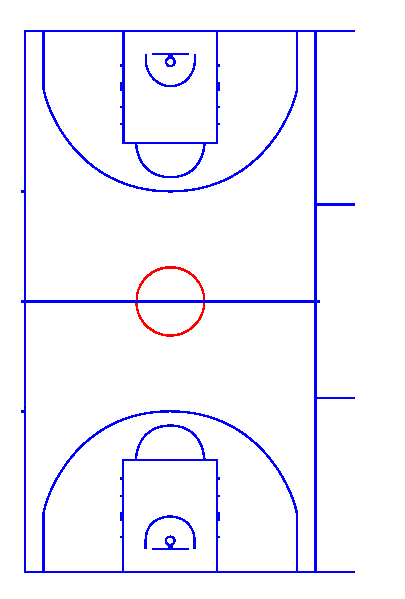
Koło na środku boiska

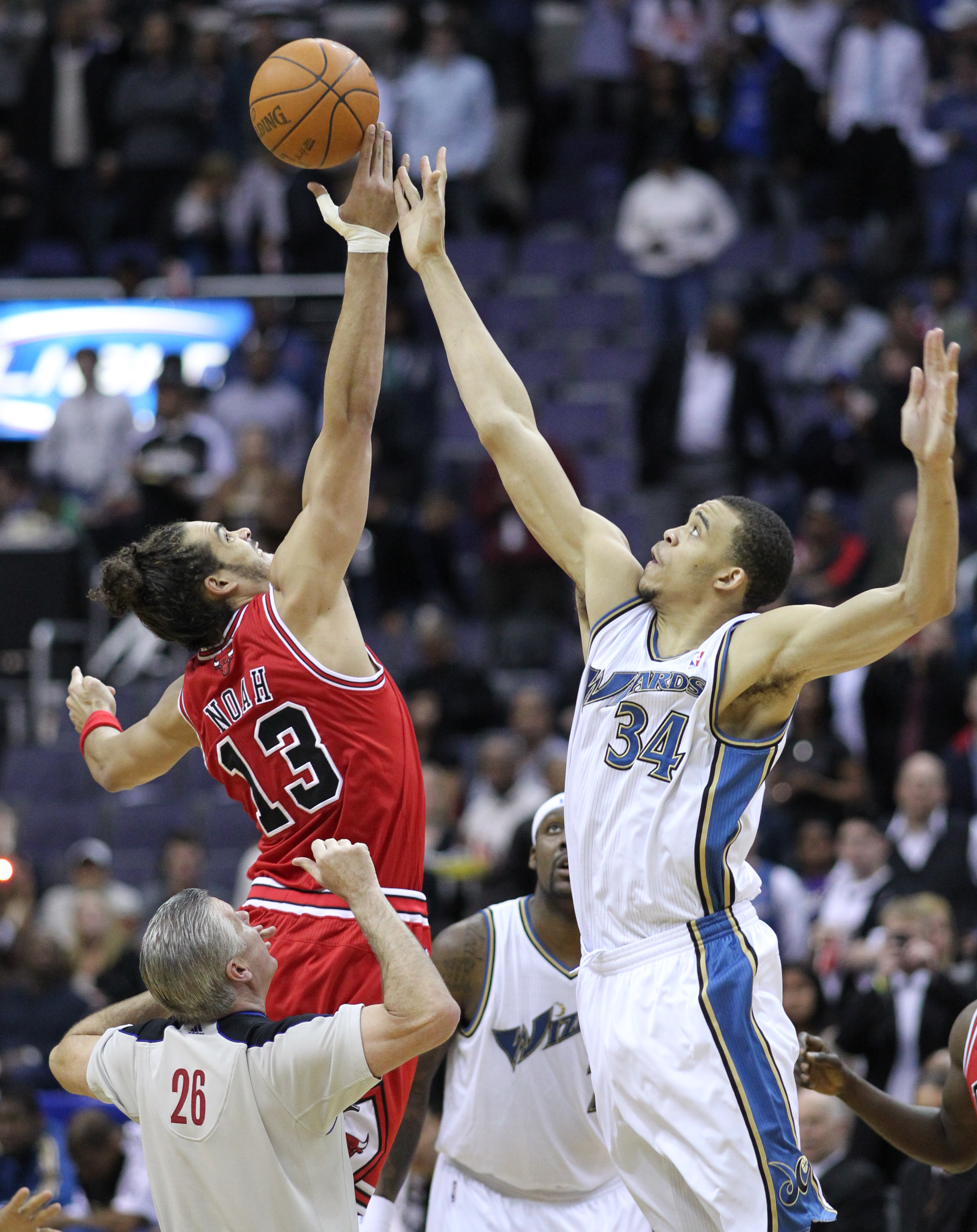
Rzut sędziowski rozpoczynający mecz koszykówki.

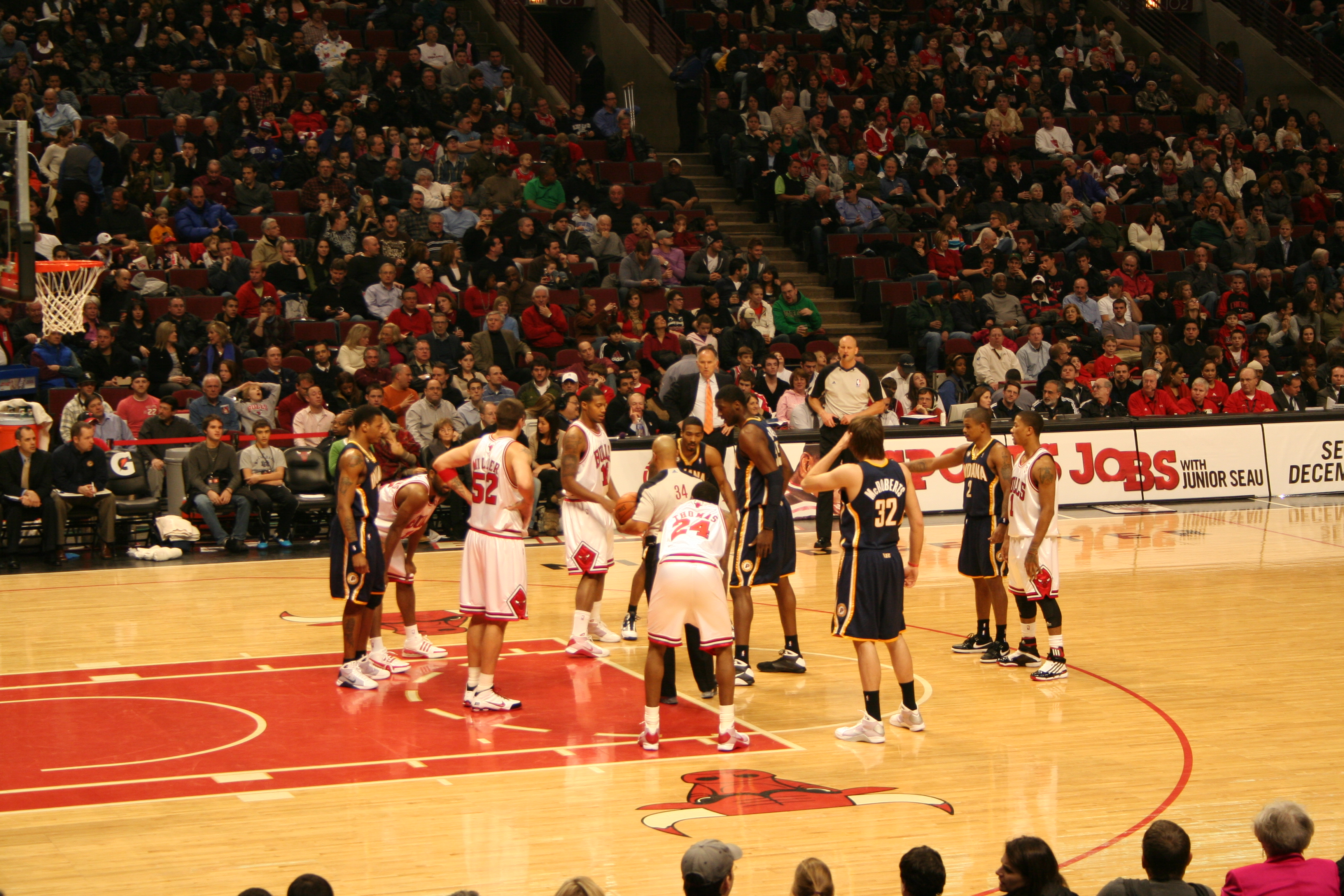
Rzut sędziowski nie wykonywany w kole środkowym, lecz w kole na linii rzutów wolnych

Rzut sędziowski – sytuacja w koszykówce rozpoczynająca mecz poprzez rzucenie przez sędziego piłki, o wybicie której walczą zawodnicy w kole środkowym boiska. Dawniej wykonywany był również w innych tzw. "sytuacjach rzutu sędziowskiego".
Przed rozpoczęciem meczu koszykówki sędzia podrzuca piłkę w kole na środku boiska, dwóch zawodników przeciwnych drużyn stara się ją zbić do swoich partnerów. Drużyna, która wygrywa rzut sędziowski rozpoczyna mecz (tzn. po zbiciu nie przerywając gry przeprowadza atak). Preferuje się, aby sędzia podrzucający piłkę podczas rzutu sędziowskiego nie trzymał gwizdka w ustach.
Oprócz rzutu sędziowskiego na rozpoczęciu pierwszej kwarty meczu, występują następujące sytuacje rzutu sędziowskiego:
- obie drużyny popełniają błąd podczas ostatniego rzutu wolnego
- sędziowie mają wątpliwości, która drużyna jako ostatnia dotknęła piłki, w sytuacji wybicia jej na aut
- piłka jest przetrzymana
- piłka utknęła na koszu
- żadna z drużyn nie posiada prawa do posiadania piłki
- rozpoczyna się kolejna kwarta (oprócz pierwszej).

Obecnie ww. sytuacje rzutu sędziowskiego nie determinują wykonania kolejnego rzutu sędziowskiego na boisku, gdyż w tych sytuacjach rzut sędziowski został zastąpiony przez zasadę naprzemiennego posiadania piłki.
Przed sezonem 2004/05 (czyli przed wprowadzeniem zasady naprzemiennego posiadania piłki) w sytuacjach rzutu sędziowskiego odbywał się rzut sędziowski pomiędzy dwoma zainteresowanymi zawodnikami. Rzut sędziowski odbywał się za każdym razem w kole na boisku, które znajdowało się najbliżej popełnionej sytuacji rzutu sędziowskiego. Jeśli sędzia nie potrafił określić, które koło znajduje się bliżej, rzut sędziowski wykonywany był w kole środkowym boiska. Przed rokiem 2004 rzut sędziowski wykonywany był również na rozpoczęcie każdej kwarty meczu i odbywał się w kole środkowym. Obecnie rzut sędziowski wykonuje się tylko na rozpoczęcie I kwarty meczu. Wyjątek stanowi sytuacja, gdy w momencie legalnego zbicia piłki podczas rzutu sędziowskiego nastąpi przetrzymanie piłki lub faul obustronny między zawodnikami przeciwnych drużyn, nie jest możliwe zastosowanie zasady naprzemiennego posiadania piłki i odbywa się dodatkowy rzut sędziowski.